# Operace Faustschlag
Operace Faustschlag, v překladu z němčiny Operace Úder pěstí, je označení ofenzívy Ústředních mocností proti sovětskému Rusku, ke které došlo od února do března roku 1918. Během tohoto útoku německá armáda využila rozkladu ruské armády, která nebyla kvůli revoluci a začínající občanské válce schopna účinně vzdorovat a Němci a Rakušané proto dobyli Bělorusko, Ukrajinu, Krym a Pobaltí. Bolševici byli 3. března donuceni podepsat Brestlitevský mír, čímž první světová válka na východní frontě skončila.
Mírová jednání mezi Ústředními mocnostmi a bolševiky byla v Brest-Litevsku zahájena 3. prosince 1917. Klid zbraní na východní frontě zúčastněné strany dohodly na 16. prosinec, avšak ruská strana doufala, že revoluce vypuknou i v Německu a Rakousku-Uhersku a tak se snažila jednání prodlužovat a v lednu došlo k jejich přerušení. Němci plánující velkou ofenzívu na západní frontě potřebovali situaci na východě rychle vyřešit. 9. února podepsali mír s Ukrajinskou lidovou republikou a generál Max Hoffmann zahájil s armádami Centrálních mocností útok proti oslabenému sovětskému Rusku. Ústřední mocnosti postoupily o 240 km na východ a obsadily 330 000 km2. Bolševici byli donuceni jednat a přijmout tvrdé mírové podmínky, kterými se zřekli západních oblastí obsazených Němci a Rakušany a museli vyklidit území držené na kavkazské frontě.

## Galerie

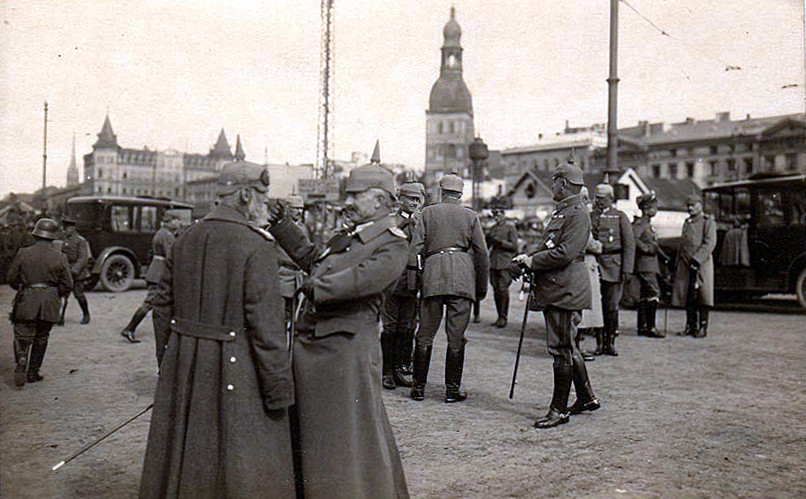
Němečtí vojáci v Rize
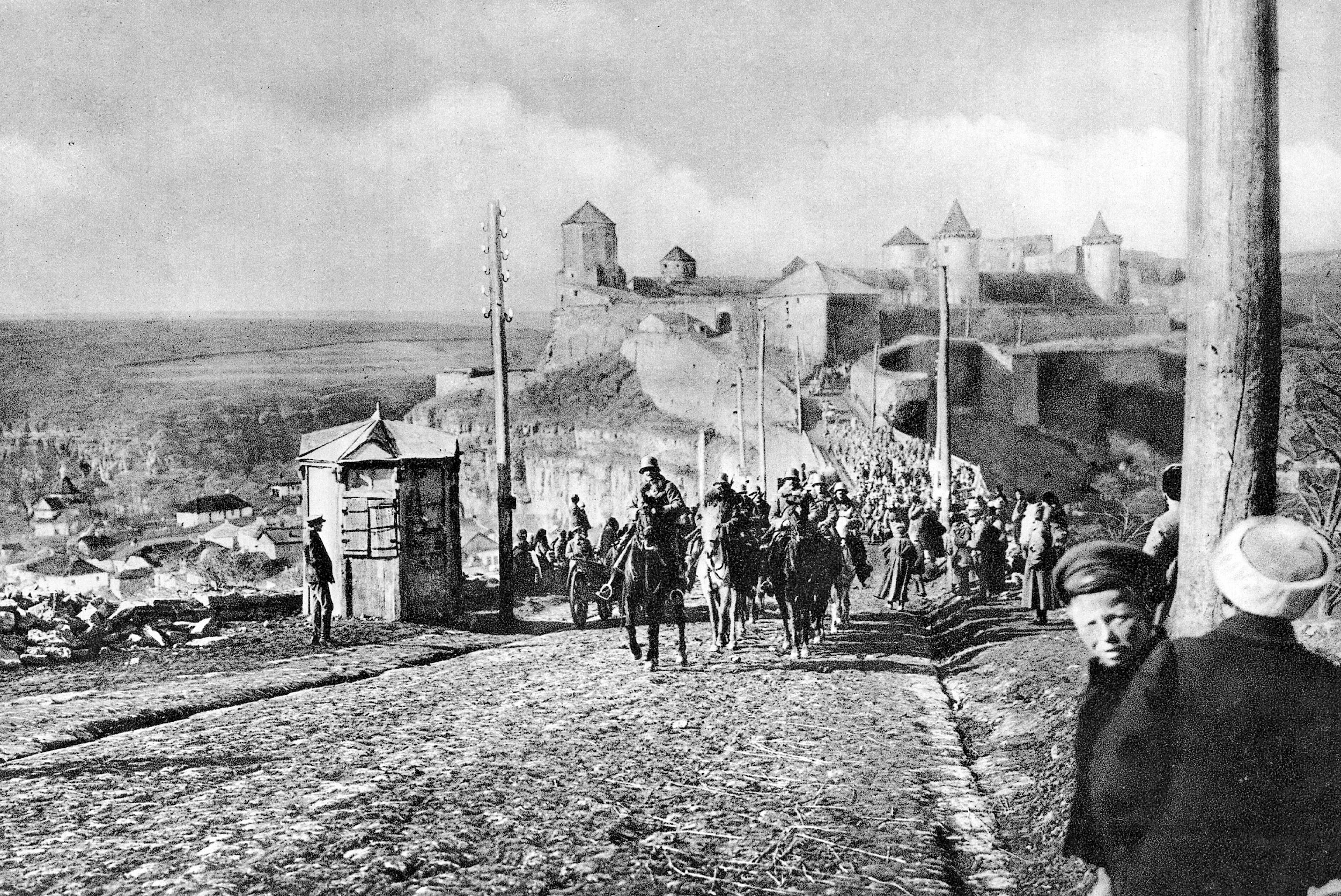
Rakousko-uherské jednotky v Kamenci Podolském
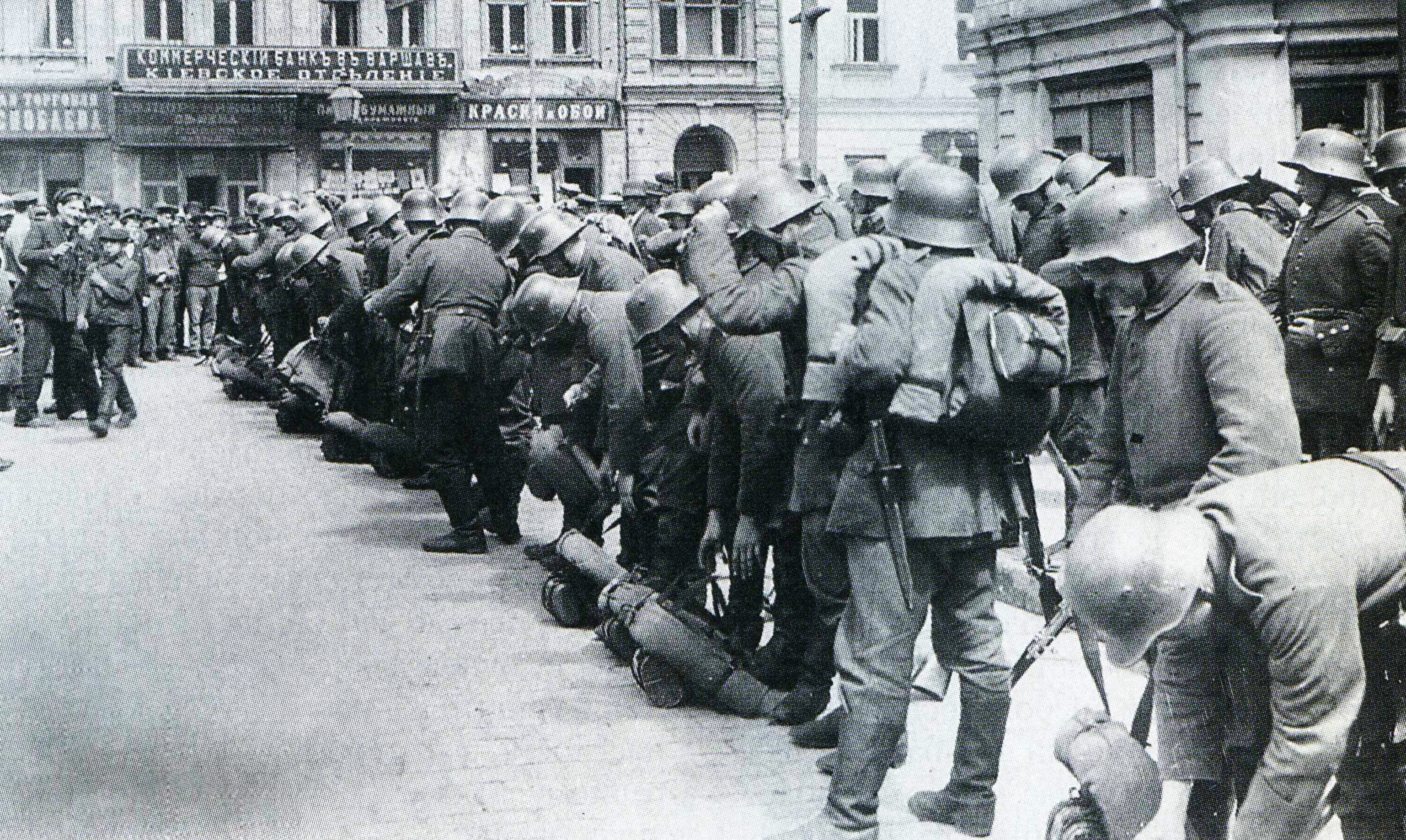
Německé jednotky v Kyjevě v březnu 1918
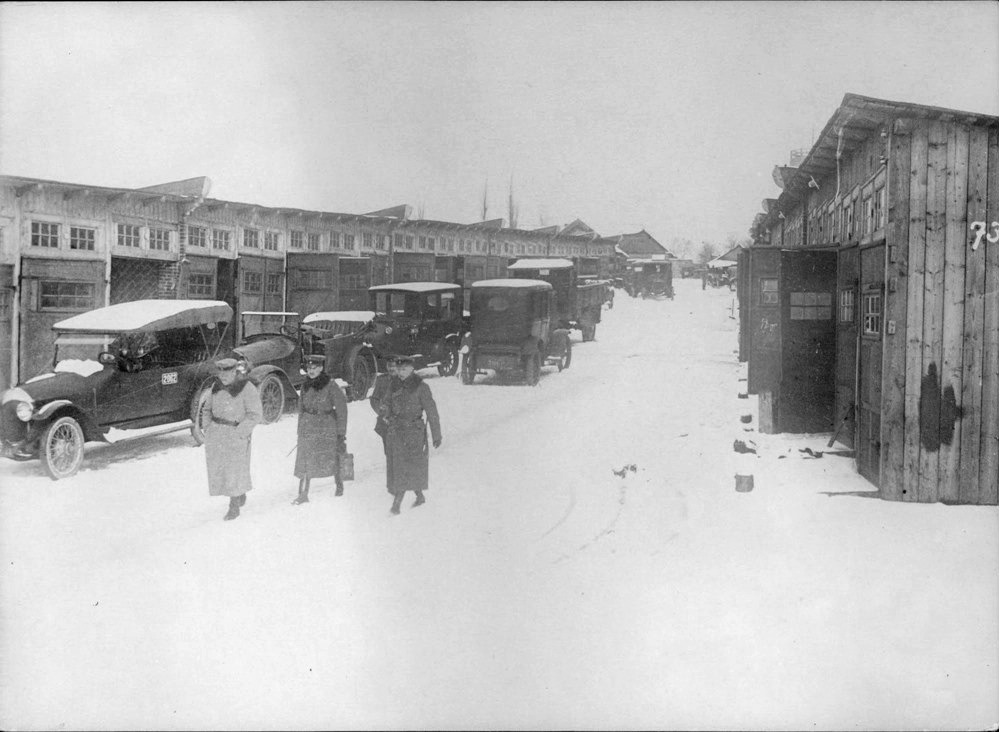
Němečtí vojáci v Minsku
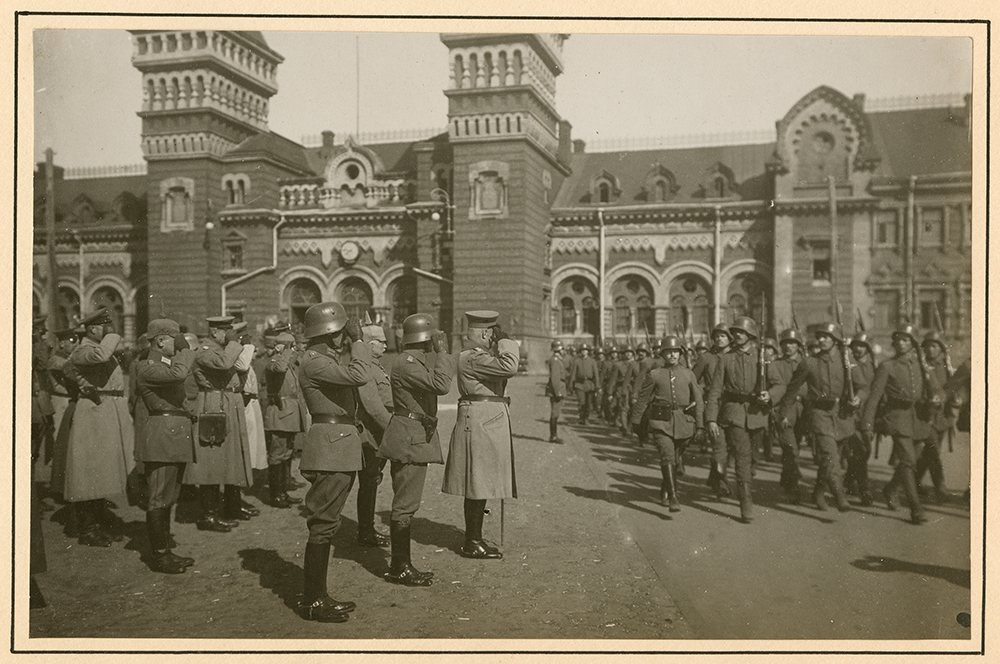
Přehlídka v městě Jekatěrinoslav
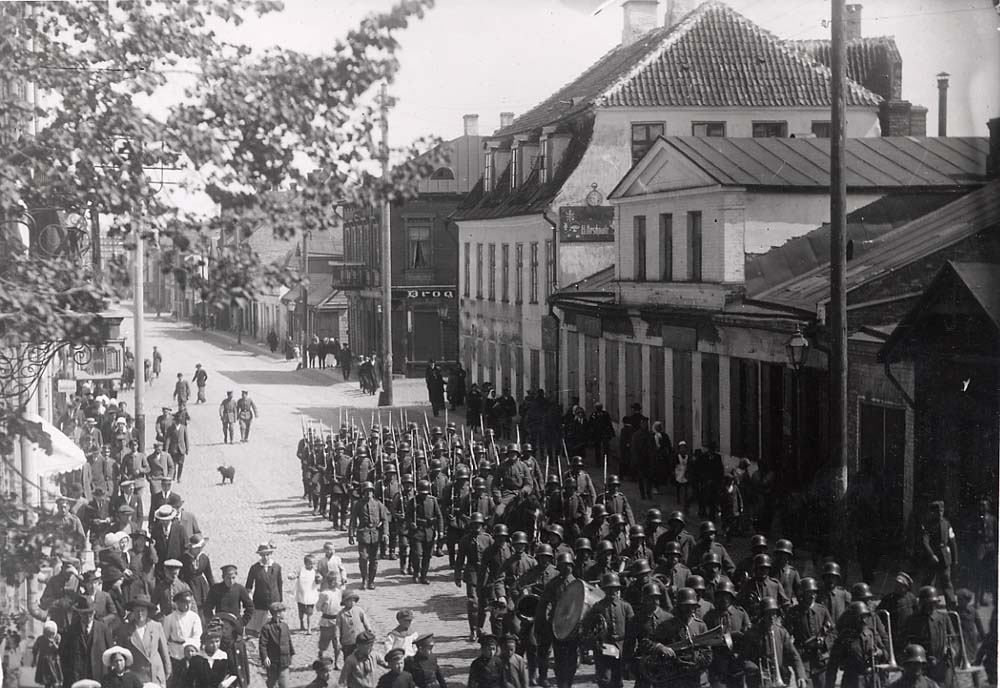
Němečtí vojáci v estonském Tartu